# Gdynia Open
Gdynia Open var en mindre rankingturnering i snookerns Players Tour Championship.
Den första upplagan av tävlingen var uppdelad i två delar där den första spelades i World Snooker Academy i Sheffield, England, och den andra i Gdynia Sports Arena i Gdynia, Polen. Säsongen därefter flyttades tävlingen till andra halvan av säsongen och hela arrangemanget hölls i Gdynia. Tävlingen hölls sedan i Gdynia till 2016, därefter avbröts arrangemanget.

## Vinnare
| År   | Vinnare        | Motståndare    | Resultat | Säsong    |
| ---- | -------------- | -------------- | -------- | --------- |
| 2012 | Neil Robertson | Jamie Burnett  | 4 – 3    | 2012/2013 |
| 2014 | Shaun Murphy   | Fergal O'Brien | 4 – 1    | 2013/2014 |
| 2015 | Neil Robertson | Mark Williams  | 4 – 0    | 2014/2015 |
| 2016 | Mark Selby     | Martin Gould   | 4 – 1    | 2015/2016 |